# Sawadaeuops punctatus
Sawadaeuops punctatus es una especie de coleóptero de la familia Attelabidae.

## Distribución geográfica
Habita en China.